# Венера и Адонис (картина Тициана)
«Венера и Адонис» (итал. Venere e Adone) — полотно Тициана, написанное около 1553 года. Картина входит в серию из семи работ Тициана, созданных для испанского короля Филиппа II в XVI веке. В то время они считались настолько откровенными, что их завешивали гардиной в присутствии дам. В настоящее время выставлена в музее Прадо в Мадриде.
Позднее Тициан написал ещё несколько вариантов этой картины, которые сейчас хранятся в Лондонской Национальной галерее, музее Гетти в Лос-Анджелесе, нью-йоркском музее Метрополитен, музее Ашмола в Оксфорде, римской Национальной галерее старинного искусства, а также в Национальной галерее искусства в Вашингтоне.
Один из вариантов картины временно экспонировался в музее им. Пушкина. Картина поступила в музей как копия неизвестного автора с картины Тициана. В. Э. Марковой картина была атрибутирована как подлинник Тициана. Позднее ею же высказано предположение, что именно московский вариант картины является прототипом, с которого писалась картина музея Прадо.